# Gunupur
Gunupur è una città dell'India di 21.196 abitanti, situata nel distretto di Rayagada, nello stato federato dell'Orissa. In base al numero di abitanti la città rientra nella classe III (da 20.000 a 49.999 persone).

## Geografia fisica
La città è situata a 19° 06' 01 N e 83° 48' 46 E.

## Società

### Evoluzione demografica
Al censimento del 2001 la popolazione di Gunupur assommava a 21.196 persone, delle quali 10.652 maschi e 10.544 femmine. I bambini di età inferiore o uguale ai sei anni assommavano a 2.413, dei quali 1.216 maschi e 1.197 femmine. Infine, coloro che erano in grado di saper almeno leggere e scrivere erano 13.404, dei quali 7.629 maschi e 5.775 femmine.